# Szakítások ősze (Így jártam anyátokkal)
A Szakítások ősze az Így jártam anyátokkal című televízió-sorozat nyolcadik évadának ötödik epizódja. Eredetileg 2012. november 5-én vetítették, míg Magyarországon 2013. október 14-én.
Ebben az epizódban Ted és Victoria kapcsolata kerül hatalmas próbatétel elé, miközben Barney egy kutyát vesz maga mellé szárnysegédnek.

## Cselekmény
Marshall és Lily Tednél vannak, aki megköszöni nekik a fantasztikus előző estét. Szerintük nem volt az annyira fantasztikus, ugyanis Victoria egész este jelzéseket adott arra nézve, hogy komolyabb elköteleződést szeretne, ami Tednek még csak fel sem tűnt. Marshall, akit Lily treníroz arra, hogy nőiesebben is ki tudja fejezni ilyen helyzetekben a véleményét (hogy Lilynek ne kelljen), azt mondja, hogy a kapcsolatuk veszélybe sodródik. Ted szerint még csak öt hónapja járnak, és minden nagyszerű mederben van. Lily szerint azonban több mint öt hónapja vannak együtt, hiszen ilyenkor az az idő is számít, amit korábban töltöttek együtt.
Ezért aztán Ted szembesíti Victoriát ezzel és azt mondja neki, hogy nem kell célozgatnia, mondja meg nyíltan, ha komolyabb elköteleződést szeretne. Victoria erre megígéri neki, de nem sokkal ezután megkérdezi Tedtől, hogy megtartsa-e az esküvői ruháját, amiből Tednek is nyilvánvalóvá válik, hogy miről van szó. Victoria szerint egyértelmű, hogy szeretne férjhez menni, ha már egy esküvőről szöktette meg – és az is egyértelmű, hogy oka van annak, hogy a kapcsolatuk nem halad. Megbeszéli ezt Ted Marshallékkal, akik nem tudnak segíteni neki. Ezt követően Ted kidekorálja a lakást, majd megkéri Victoria kezét. Victoria igent mond, egyetlen feltétellel. Meg kell szakítania minden kapcsolatot Robinnal. Szerinte Robin az, aki gátolja őket, és a közös múltjuk. Robin miatt szakítottak legutóbb is, és Victoria tart tőle, hogy egyszer még fellángolhat köztük valami. Ezt is megbeszéli Ted Marshallékkal: Marshall nem ért egyet Victoriával, Lily viszont igen. Ted végiggondolja, és úgy véli, hogy bár nem tudja elképzelni az életet Robin nélkül, de nincs közös jövőjük, míg Victoriával lehet. Ezért a bárba hívja Robint, hogy elmondja neki a dolgot, de amikor beszélni akar vele, képtelen lesz rá. Így megmondja Victoriának, hogy semmit nem érez Robin iránt, de ő olyan, mint egy családtag, és nem tudja vele megszakítani a kapcsolatot. Victoria ezt sajnos nem tudja elfogadni, és könnyes szemmel azt mondja Tednek, reméli, hogy egy nap még összejön Robinnal, majd Ted és Victoria szakítanak.
Eközben Barney, aki épp egy egyéjszakás kalandjából tart hazafelé, talál egy kutyát. Megmutatja a bárban Robinnak és Nicknek és azt mondja, hogy elnevezte Testvérebnek, és ő az új szárnysegédje. Robin aggódik Barney miatt, mert úgy véli, hogy a Quinn-nel való szakítása miatt kattant be teljesen, ezért megkéri Nicket, hadd hívják el vacsorára. Csakhogy a vacsorán Barney Testvérebbel együtt jelenik meg, akire már öltönyt is szabatott. A vacsora közben telefonon jelentkezik a kutya gazdája, ugyanis elszökött és már égre-földre keresték. Barney teljesen elkeseredik a hír hallatán és le akar ugrani az erkélyről. Robin megállítja, majd Nick engedélyével elmegy vele a kutya tulajdonosához visszavinni Testvérebet. Útközben Robin felidézi, amikor Barney segített neki elvinni a kutyáit a nagynénjéhez. Amikor megérkeznek Testvéreb gazdájához, egy csinos nőhöz, az azt hiszi, hogy ők egy pár, de Robin megjátssza, hogy leszbikus és otthagyja Barneyt vele. Barney úgy véli, hogy Robin a legjobb szárnysegéd. Mikor visszaérne a vacsorára, pont akkor ír neki Ted, és Nick dühös lesz, hogy másodjára is elrángatják.
Másnap Robin elmeséli a többieknek, hogy Ted valami fontos miatt hívta le őt a bárba, de aztán kiderült, hogy csak valami ifjúsági kriminovellákal kapcsolatos véleményét akarta kikérni. Erre ő azt mondta neki, hogy beszélje ezt meg a barátnőjével. Ted közli, hogy ő és Victoria szakítottak, mert mindketten más dolgokat akartak az élettől. A cselekmény itt visszaugrik az előző estére, ahol Ted megígértette Marshallal és Lilyvel, hogy ne árulják el Robinnak, hogy miatta szakított Victoriával. Jövőbeli Ted szerint azonban Robin végül megtudta, és ennek következményei lettek.
A záró jelenetben Testvéreb kéri Barney segítségét, miután egy szuka miatt bajba került.

## Kontinuitás
- Victoria és Ted "A mágus kódexe" című részben jöttek össze.
- A Lojális Állami Médiaarany (LÁMA) díj a "Mary, az ügyvédbojtár" című részben is szerepelt.
- Ted ismét a Mosby fiúk eseteivel jön ("Beboszetesza")
- Marshall ismét Nagy Sütinek nevezi magát.
- Marshall azért bátorítja Tedet és Lily azért támogatja, hogy szakítson meg Robinnal minden kapcsolatot, mert amint az a "Nem sürgetlek" című részből is kiderül, fogadást kötöttek arra nézve, hogy vajon Ted és Robin végül összejönnek-e.
- Először látható Robin új lakása.
- Ted "A terasz" című epizódban is a barátait választotta a barátnője helyett.

## Jövőbeli visszautalások
- Robin a "Napfelkelte" című részben jött végül rá, miért szakított Ted Victoriával.
- Victoria jóslata végül valóra válik az "Örökkön örökké" című epizódban.

## Érdekességek
- Ebben az epizódban Robin megdöbben, hogy a nagynénje leszbikus, pedig a "Cuccok" című részben tudott róla.
- Barney felhívhatta volna Testvéreb gazdáját bármikor, hiszen a nyakörvén ott volt a gazda elérhetősége, de az, hogy ő hívja fel Barneyt, elképzelhetetlen.
- Az epizód eredeti címe "Szünet és mancsok" volt.
- Az epizódot eredetileg 2012. október 29-én vetítették volna, de a Sandy hurrikán miatt el kellett halasztaniuk.

## Vendégszereplők
- Michael Trucco – Nick Podarutti
- Ashley Williams – Victoria
- Amanda Reed – Peg
- Vanessa Lee Chester – Mia

## Zene
- The Swell Season – Low Rising

## Fordítás
Ez a szócikk részben vagy egészben  a   The Autumn of Break-Ups című angol Wikipédia-szócikk ezen változatának fordításán alapul.  Az eredeti cikk szerkesztőit annak laptörténete sorolja fel. Ez a jelzés csupán a megfogalmazás eredetét és a szerzői jogokat jelzi, nem szolgál a cikkben szereplő információk forrásmegjelöléseként.